# Griseidraconarius
Genre
Griseidraconarius est un genre d'araignées aranéomorphes de la famille des Agelenidae.

## Distribution
Les espèces de ce genre sont endémiques du Japon.

## Liste des espèces
Selon World Spider Catalog (version 23.5, 21/01/2023) :
- Griseidraconarius akakinaensis (Shimojana, 2000)
- Griseidraconarius decolor (Nishikawa, 1973)
- Griseidraconarius iheyaensis (Shimojana, 2000)
- Griseidraconarius iriei (Okumura, 2013)

## Systématique et taxinomie
Ce genre a été décrit par Okumura en 2020 dans les Agelenidae.

## Publication originale
- Okumura, 2020 : « Three new genera with taxonomic revisions of the subfamily Coelotinae (Araneae: Agelenidae) from Japan. » Acta Arachnologica, vol. 69, no 2, p. 77-94 (texte intégral).